# Марік Гверер
Марік Гверер (англ. Marieke D'Cruz, 9 лютого 1986) — австралійська плавчиня.
Учасниця Олімпійських Ігор 2004 року.
Чемпіонка світу з водних видів спорту 2009 року.
Призерка Чемпіонату світу з плавання на короткій воді 2010, 2012 років.
Переможниця Пантихоокеанського чемпіонату з плавання 2010 року.
Переможниця Ігор Співдружності 2010 року.
Переможниця літньої Універсіади 2011 року.